# Kiss Irén (színművész)
Kiss Irén (Ugra, 1869. március 1. – Budapest, 1942. február 24.) színésznő.

## Életútja
Ugrán, Bihar megyében született abban a házban, ahol 1849-ben Petőfi Sándor mint honvéd töltött egy éjszakát, mielőtt csatába ment. Apja Kiss Károly református tiszteletes, anyja Csécsi Nagy Miklós református lelkész leánya, Mária volt (meghalt 1911. december 1-jén). Tizenhat éves korától már fellépett műkedvelő előadásokon is, majd 1891-ben Debrecenben kezdte a pályát, Leszkay Andrásnál, kinél a Nagymama című vígjátékban lépett színpadra. Itt tíz évig működött. 
1901-ben Kolozsvárra került, 1902-ben pedig Janovics Jenőhöz szerződött Szegedre. Nikó Lina halála után 1905 augusztusában a Vígszínház tagja lett, ahol szeptember 18-án mutatkozott be a 3 Ajax című Bisson bohózatban, Coladenil szerepében. Itt az Őrnagy úr, Osztrigás Mici és a Liliomban voltak jó szerepei. A Vígszínháztól Helvey Laura nyugdíjazása után 1912. január 1-jén a Nemzeti Színházhoz hívta meg Tóth Imre igazgató; itt a Tudós nőkben mint Phylaminte mutatkozott be. Később az intézmény örökös tagja lett. 1932-ben vonult vissza. Halálát tüdőgyulladás, érelmeszesedés okozta.
"Aranyos kedélyű művésznő, ötleteinek virágfakadása nem hervadt el az új talajon sem és Kiss Irén a Nemzeti Színházban is megmaradt az, aki a Vígszínházban volt: a mulattatás adományának kincshordozója, gondűzője a szomorú idők minden bánatának." – írja róla a Schöpflin-féle Magyar színművészeti lexikon. 

## Fontosabb szerepei

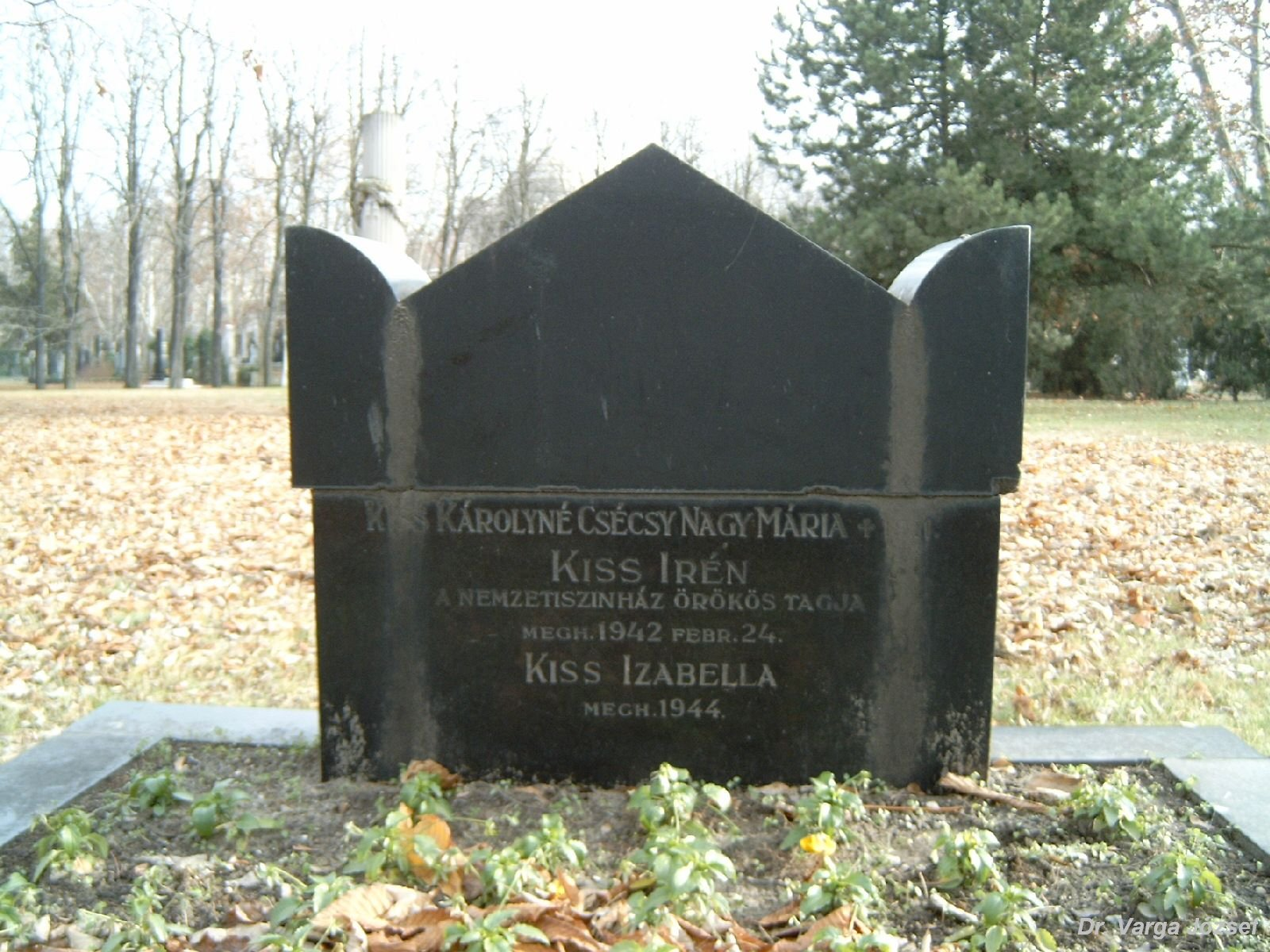
Sírja a Fiumei úti sírkertben (10-1-21)

- Millerné (Schiller: Ármány és szerelem)
- Langó Szerafin (Csiky Gergely: A nagymama)
- Parasztasszony (Gogol: A revizor)
- Hollunderné (Molnár Ferenc: Liliom)
- Tóni mama (Csathó Kálmán: Az új rokon)
- Philaminte (Molière: A tudós nők)
- Kisvicákné (Móricz Zsigmond: Nem élhetek muzsikaszó nélkül)
- Kamilla (Szigligeti Ede: Liliomfi)